# 邻苯二甲酸铜
邻苯二甲酸铜是铜(II)的邻苯二甲酸盐，化学式为C6H4(COO)2Cu。

## 结构
邻苯二甲酸铜一水合物为单斜晶体，α=26.10±0.025，b=9.79±0.01，c=6.67±0.01Å，γ=93.9±0.2°。空间群B2/b(C2A6, No.15)。

## 制备
铜的碳酸盐和邻苯二甲酸反应，过滤去剩余固体，得到产物（一水合物）。

## 性质
邻苯二甲酸铜在533K分解，分解产物为黑色的氧化铜。在更高温度分解，也会有氧化亚铜的产生。